# أولاد رحال (بوحمام)
أولاد رحال هي إحدى مشيخات المملكة المغربية، تتبع جغرافيا لإقليم سيدي بنور وإداريًا لبوحمام. يقدر عدد سكانها بـ 6611 نسمة حسب الإحصاء الرسمي للسكان والسكنى لسنة 2004.